# ScummVM
ScummVM は、ゲームエンジンの再実装版のコレクションである。元々はルーカスアーツのSCUMMシステムを使ったアドベンチャーゲームをプレイするために設計されたが（"VM" は「仮想機械 (virtual machine)」の略）、Revolution Software や Adventure Soft などの企業によるSCUMM以外の各種ゲームもサポートするようになっている。
ScummVMは、ハードウェアのエミュレータではなく、アドベンチャーゲームの世界を記述しているスクリプト言語を解釈実行するインタプリタを再実装したものである。そのため、ScummVMが対応しているゲームは元々そのゲームがリリースされていたプラットフォーム以外のプラットフォームでもプレイ可能になる。
ScummVM を最初に開発したのは Ludvig Strigeus である。GNU General Public License でライセンスされており、自由ソフトウェアである。

## 移植
このプロジェクトの設計目標の1つは移植性である。ScummVMの移植版は Microsoft Windows、macOS、Linuxなどの各種Unix系システム（RPMベース、Debianベース、ソースベース）、BSD系（FreeBSD、NetBSD、OpenBSD、DragonFly BSD）、Solarisで動作する。ゲーム機にも移植されている。あまり主流ではないパーソナルコンピュータ向けにも移植されており、AmigaOS、Atari/FreeMiNT、Haiku/BeOS/ZETA、MorphOS、OS/2などで動作する。

### 公式
各種ゲーム機には公式移植版が存在する。PlayStation 2、ドリームキャスト、ニンテンドー ゲームキューブ、Wiiなどに移植されている。また、GP2X、ニンテンドーDS、PlayStation Portableなどの携帯型ゲーム機にも移植されている。Palm OS/Tapwave Zodiac、Symbian OS（UIQプラットフォーム、ノキアの各種携帯電話など）、Maemo（ノキアの携帯端末）、アップルのiPhone、Windows Mobile などを搭載した携帯型コンピュータもサポートしている。

### 非公式
非公式な移植版でサポートされているプラットフォームとしては、マイクロソフトのXbox、携帯型のザウルスとGizmondo、モトローラのPDA A780 および A680i、AndroidなどのLinuxベースの携帯電話、GP32などがある。

## ScummVM でサポートしているゲーム

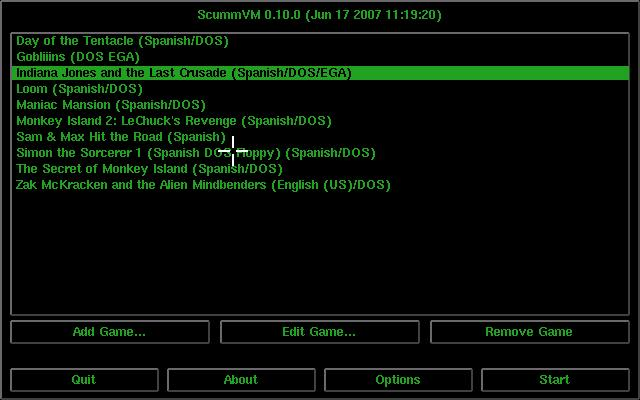
ScummVM 0.10.0 のGUI（"Classic"スキン）

以下のゲームは、ScummVMの最新版で組み込みでサポートされている。

### ルーカスアーツ製SCUMMを利用したゲーム
- モンキーアイランド
- モンキーアイランド2
- モンキーアイランド3
- ディグ
- インディジョーンズ アトランティスの秘宝
- インディジョーンズ 最後の聖戦
- LOOM
- マニアックマンション
- デイ・オブ・ザ・テンタクル
- フルスロットル
- サム&マックス

### シエラオンラインのゲーム
- The Black Cauldron
- The Bizarre Adventures of Woodruff and the Schnibble
- Gobliiins
- Gobliins 2: The Prince Buffoon
- Goblins Quest 3
- Gold Rush!
- King's Quest: Quest for the Crown
- King's Quest II: Romancing the Throne
- King's Quest III: To Heir Is Human
- King's Quest IV: The Perils of Rosella
- Leisure Suit Larry in the Land of the Lounge Lizards
- Lost in Time
- Manhunter: New York (Evryware)
- Manhunter 2: San Francisco (Evryware)
- Mickey's Space Adventure
- Mixed-Up Mother Goose
- Playtoons 1: Uncle Archibald
- Playtoons 2: The Case of the Counterfeit Collaborator
- Playtoons 3: The Secret of the Castle
- Playtoons 4: The Mandarin Prince
- Playtoons 5: The Stone of Wakan
- Police Quest: In Pursuit of the Death Angel
- Space Quest: The Sarien Encounter
- Space Quest II: Vohaul's Revenge
- Winnie the Pooh in the Hundred Acre Wood

### その他のゲーム
Humongous Entertainment の各種ゲームでもSCUMMエンジンを使っているため、ScummVMでプレイ可能である。他にも以下のようなSCUMM以外のゲームをサポートしている。
- Beneath a Steel Sky
- Broken Sword: The Shadow of the Templars
- Broken Sword II: The Smoking Mirror
- Elvira: Mistress of the Dark|Elvira
- Elvira 2: The Jaws of Cerberus|Elvira 2
- Flight of the Amazon Queen
- Future Wars
- Gobliiins
- Gobliins 2: The Prince Buffoon
- Goblins Quest 3
- I Have No Mouth, and I Must Scream
- Inherit the Earth: Quest for the Orb
- Lost in Time
- Lure of the Temptress
- Simon the Sorcerer
- Simon the Sorcerer II: The Lion, the Wizard and the Wardrobe
- Simon the Sorcerer's Puzzle Pack
- The 7th Guest
- The Bizarre Adventures of Woodruff and the Schnibble
- The Feeble Files
- The Legend of Kyrandia Book One
- The Legend of Kyrandia Book Two: The Hand of Fate
- The Legend of Kyrandia Book Three: Malcolm's Revenge
- Touché: The Adventures of the Fifth Musketeer
- Waxworks

## GPL違反
2008年12月、Wii用の3本のゲームがScummVMを不正に使用しているとの報告が Scumm VM チームに寄せられた。それらのゲームはアタリがマジェスコ・エンターテインメントにWiiへの移植を依頼し、さらに同社が Mistic Software に下請けに出したものだった。Mistic は ScummVM（バージョン0.9.0）のバイナリを使ったが、ScummVM チームをクレジット表示しなかったことがGPL違反とされた。バイナリの調査でScummVMチームのクレジットが含まれていることが明らかとなり、そのバージョンでのバグもそのままであることが判明した。
チームはgpl-violations.orgに連絡し、法的措置を依頼した。アタリは当初容疑を否認していたが、ScummVMが金銭的な見返りを要求しているのではなく単にGPL遵守を求めているだけだと知ると交渉に応じる姿勢を見せた。しかし、任天堂がWiiソフトウェア開発キットを使う条件としてオープンソースの使用を認めていないことが分かり、再び敵対的対応をするようになった。さらにScummVMチームに対して、そのソフトウェア開発手法が違法だと恐喝めいた主張を展開した。もちろん、ScummVMの開発手法は法的に全く問題ない。
長い法廷闘争の末、ScummVMチームのメンバー fingolfin と cyx がプレスリリースを発表し、今後この件について何も語らないということで決着した。GPL違反しているゲームの在庫については一定期間そのまま販売を続け、その時点で残っている在庫は廃棄するか、さもなくば高額な罰金が科せられる。ScummVMを今後チームに連絡せずに使うことはなく、アタリはフリーソフトウェア財団に寄付することになり、gpl-violations.org がそれまでに費やした裁判費用もアタリが支払うこととなった。

## 開発
ScummVMは、2007年、2008年、2009年の Google Summer of Code の題材として採用された。
ScummVMのSubversionツリーには以下のようなゲームが追加されている。それぞれの動作レベルは様々である。
- Cruise for a Corpse
- Discworld
- Discworld 2
- Inca II: Wiracocha
- Lands of Lore: The Throne of Chaos
- The Manhole
- Operation Stealth
- Return to Zork
- The Big Red Adventure
- Urban Runner
- SCIエンジンベースのゲーム

『アウターワールド』は一時期ScummVMに組み込まれていたが、感情論から純粋な技術論まで激しい論争を巻き起こした。例えば、それはアドベンチャーゲームというよりもアクションゲームだという議論や、ビットマップグラフィックス指向のScummVMはポリゴンベースのゲーム用プラットフォームには向いていないという議論などである。『アウターワールド』の原作者である Eric Chahi がWindows版を企画しているという理由でScummVMへの移植版にクレームしたため、削除されることになり、結果として議論も消滅した。
Operation Stealth と Future Wars はそれらのゲームエンジン cinE の独立した再実装版を統合することで追加された。

### AGIエンジンの追加
2006年、Adventure Game Interpreter エンジンが追加された。これはかつてバグが多く放置されていた Sarien と呼ばれるコードをベースにしたもので、新たなScummVMエンジンでうまく動作するようになった。Sarienプロジェクトは終結し、ScummVMのAGIエンジンに吸収された。
TrollVMもScummVMに統合された。これは、AGI以前のゲーム Mickey's Space Adventure、Troll's Tale、Winnie the Pooh in the Hundred Acre Wood をサポートするものである。

### ゲームリリース
2003年8月2日にリリースされた 0.5.0 の開発において、ゲーム開発会社 Revolution Software は同社のアドベンチャーゲーム Beneath a Steel Sky をサポートするためScummVMチームにソースコードを提供して協力しただけでなく、そのゲームのCD-ROM版とフロッピーディスク版をフリーウェアとしてリリースすることを決定し、ScummVMのウェブサイトからダウンロードできるようにした。数ヵ月後、Flight of the Amazon Queen の開発者も同様の手法でそれをフリーウェア化した。
Broken Sword にはScummVM上でカットされたシーンがあるが、これはオリジナルがリリースされた際に Smacker video というフォーマットを使っていて、その開発元である RAD Game Tools が古い Smacker フォーマットの仕様を明らかにしておらず、ScummVMチームに対してもリバースエンジニアリングしないよう依頼したためである。そこで Revolution Software は再エンコードした版をScummVMのウェブサイトに置き、ダウンロード可能にした。

## 商用
GOG.comで販売されているいくつかの古いゲームに同梱されており、プレイする際はScummVMを経由して起動する。